# Alfred Hoffmann (Sinologe)
Alfred Hoffmann (* 28. März 1911 in Eschweiler; † 22. Januar 1997 in Bochum) war ein deutscher Sinologe.

## Leben
Alfred Hoffmann studierte von 1929 an der Humboldt-Universität zu Berlin und am Seminar für Orientalische Sprachen Philologie mit dem Schwerpunkt Chinesische Sprache. 1931 die Prüfung zum Diplom-Dolmetscher abgelegt, studierte und arbeitete er am Seminar für Sprache und Kultur Chinas an der Universität Hamburg, wo er sich mit dem Sinologen Wolfgang Franke anfreundete. Vom 2. Januar bis Ende Oktober 1940 war Hoffmann bei der Auslandbriefprüfstelle Berlin als Dolmetscher zur Wehrmacht einberufen, nachdem er im Fach Sinologie eine Not-Doktorprüfung abgelegt hatte. Mit Unterstützung  des Sinologen Otto Franke erhielt er eine Stelle als Assistent beim Deutschland-Institut in Beijing. In den Jahren 1943 bis 1945 kam Hoffmann an die Deutsche Botschaft im Nanjing der Wang-Jingwei-Regierung (汪精衛). Hier gab er außerdem Kurse an der Universität. Er kehrte nach dem Zusammenbruch des Regimes nach Beijing zurück, von wo aus er 1946 zwangsweise repatriiert wurde und nach Deutschland zurückkehrte. 1949 promovierte er an der Universität Hamburg bei dem Sinologen Fritz Jäger mit der Dissertation Die Lieddichtung des Li Yü (937–978). 1952 reichte er diese Schrift (in erweiterter Form) an der Philipps-Universität Marburg ein, wo ihm die venia legendi für das Fach Sinologie zuerkannt wurde. Hier arbeitete er als Lehrbeauftragter, übernahm eine Diätendozentur und erhielt 1957 die Ernennung zum außerplanmäßigen Professor. Hoffmann ging 1961 als ordentlicher Professor zur Freien Universität Berlin und wurde Direktor des Ostasiatischen Seminars. 1956 wurde hier das Fach Sinologie eingerichtet und der Philosophischen Fakultät unter der Leitung des Walter Fuchs und seines Nachfolgers Alfred Hoffmann zugeordnet.
Zum Sommersemester 1964 gab er seine Stelle in Berlin auf, um an der Ruhr-Universität Bochum die Professur für Sprache und Literatur Chinas zu übernehmen. Er wirkte maßgeblich am Aufbau des Instituts, vor allem an der Ausstattung der Fachbibliothek mit. Aus Anlass seiner Emeritierung im Jahre 1976 gaben seine Schüler, darunter Wolfgang Kubin und Hans Link, eine Festschrift heraus (erschienen im Horst Erdmann Verlag, Tübingen und Basel).

## Übersetzungen aus dem Chinesischen
- einschlägige Schriften Hu Shis 胡適 (1891–1962), Bingxin 冰心 (1900–1999), Zhu Ziqing 朱自清 (1898–1948) und  Lu Xun 魯迅 (1881–1936)
- A Ying 阿英 (1900–1977),  Literaturgeschichte der späten Qing-Zeit